# Getting Better
A Getting Better egy dal a The Beatles együttes 1967-ben megjelent Sgt. Pepper's Lonely Hearts Club Band  című albumáról. Szerzői John Lennon és Paul McCartney.
A dalhoz kapcsolódik egy történet. 1967. március 21-én, a felvételek alatt John Lennon rosszul lett. George Martin producer emiatt felkísérte Lennont az EMI Studio tetejére friss levegőre, és ő visszatért a Studio 2-be, ahol McCartney és Harrison várakozott. Tudták, hogy Lennon miért nincs jól, és amikor meghallották, hol van Lennon, felrohantak a tetőre. Mint később elmondták, Lennon túl sok LSD-t szívott, azért lett rosszul.
A dalt élőben először Paul McCartney adta elő 2002-es Driving World Tour című koncertsorozatán.

## Közreműködött
- Paul McCartney – ének, pianet, basszusgitár, taps
- John Lennon – háttérvokál, ritmusgitár, taps
- George Harrison – háttérvokál, gitár, tambura, taps
- Ringo Starr – dob, konga, taps
- George Martin – zongora

## Forrás
- Getting Better - The Beatles Bible